# Andrei Misurow

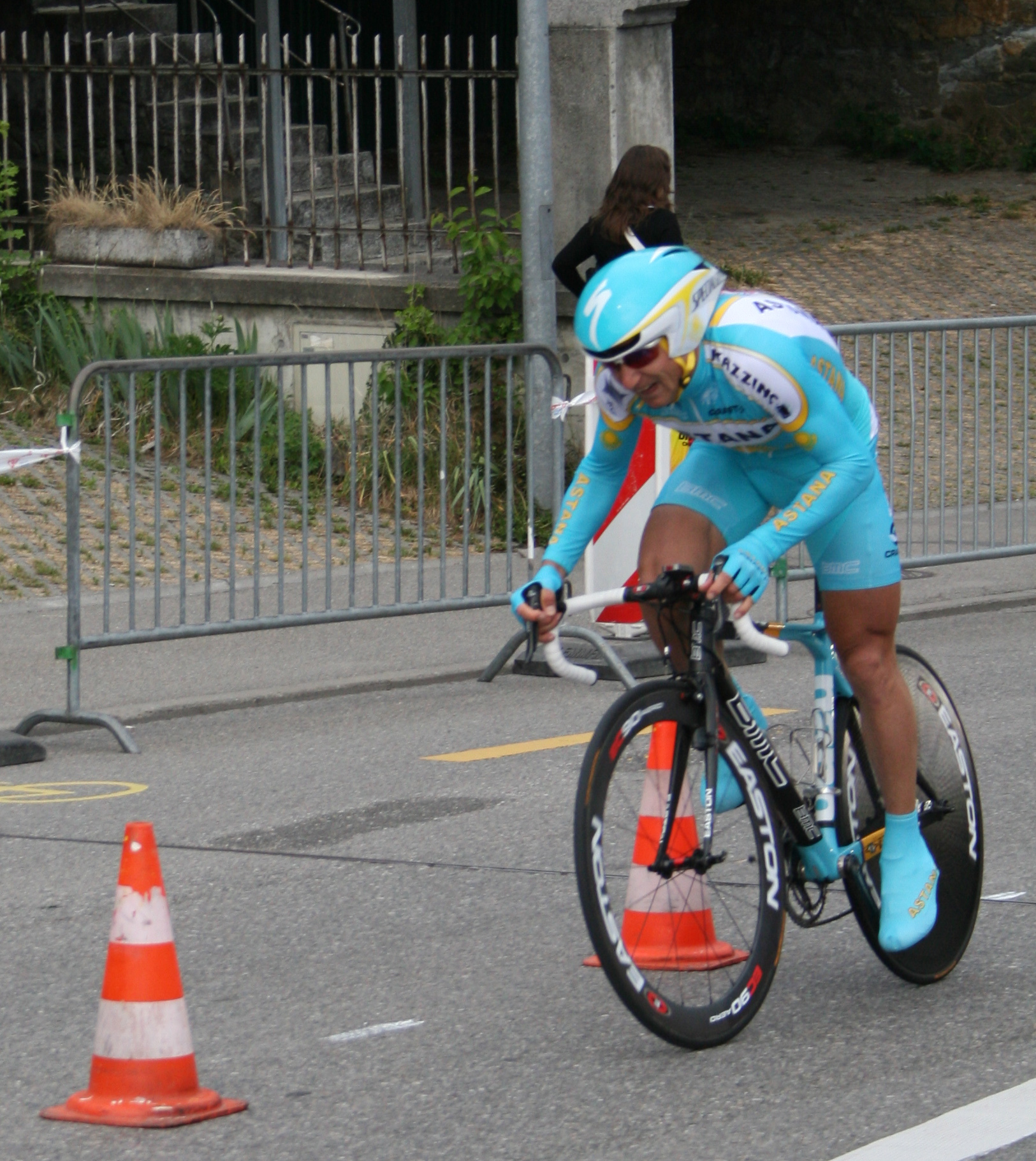
Andrei Misurow

Andrei Misurow (* 16. März 1973 in Saran, Gebiet Qaraghandy) ist ein ehemaliger kasachischer Radrennfahrer. Er ist neunfacher kasachischer Landesmeister, darunter dreimal im Straßenrennen und sechsmal im Einzelzeitfahren. Dreimal wurde er Asienmeister im Einzelzeitfahren uns einmal Asienspielesieger im Mannschaftszeitfahren. Außerdem gewann er die Gesamtwertung der Rennserie UCI Asia Tour 2005.

## Karriere
Andrei Misurow gewann im Jahr 1997 mit der Gesamtwertung des Etappenrennens Azerbaïjan Tour seinen ersten internationalen Wettbewerb. Im Jahr 1999 fuhr er zum ersten Mal für ein internationales Radsportteam, der belgischen  Mannschaft Collstrop-De Federale Verzekeringen und gewann in diesem Jahr seinen ersten Titel bei asiatischen Meisterschaften im Einzelzeitfahren und wurde wenig später zum ersten Mal kasachischer Zeitfahrmeister.
Im folgenden Jahr wechselte er zum Team Deutsche Telekom. In zwei Jahren war sein einziger Erfolg der Sieg im Straßenrennen der kasachischen Meisterschaft. 2002 fuhr er für Mercatone Uno, wo er nur ein Jahr lang blieb. Für diese Mannschaft bestritt er mit dem Giro d’Italia seine erste von insgesamt vier Grand Tours und beendete die Rundfahrt auf Platz 37.
In den Jahren 2004 und 2005 fuhr Misurow für MBK–Oktos, wurde 2004 wieder kasachischer Straßenmeister und gewann kurz darauf die siebte Etappe der Tour of Qinghai Lake. Ab 2005 wechselte Misurow zum Continental Team Capec. Er konnte nach mehreren Siegen in internationalen Wettbewerben die Gesamtwertung der UCI Asia Tour 2005 für sich entscheiden, bevor er in der Saison 2006 zum zweiten Mal den Titel des Asienmeisters im Einzelzeitfahren und zudem die Goldmedaille im Mannschaftszeitfahren der Asienspiele erringen konnte.
In den beiden folgenden Jahren stand er beim Pro Team Astana unter Vertrag und bestritt in dieser Zeit zweimal den Giro d’Italia. 2009 und 2010 startete Misurow dann für das iranische Tabriz Petrochemical Team, für das er neben zwei weiteren nationalen Titeln im Zeitfahren und seiner dritten Asienmeisterschaft auch zahlreiche weitere internationale Rennen in Asien gewinnen konnte. Im Mai 2011 kehrte Misurow dann zum Pro Team Astana zurück, sicherte sich den kasachischen Meistertitel im Straßenrennen und fuhr unter anderem die Österreich-Rundfahrt, die er als Zehnter abschloss, sowie die Vuelta a España.
Im Jahr 2012 unterzeichnete der Kasache zunächst Ende April einen Kontrakt beim taiwanesischen RTS Racing Team, bevor er schon Ende Juni wieder zu Amore e Vita weiterzog. In der Saison 2013 fährt Misurow bei Torku Şekerspor und sicherte sich ein weiteres Mal den Titel als kasachischen Zeitfahrmeister. In seinem letzten Jahr im internationalen Radsport fuhr er für das RTS-Santic Racing Team.

## Erfolge
| 1997 - Gesamtwertung Azerbaïjan Tour 1999 - Asienmeister – Einzelzeitfahren - Kasachischer Meister – Einzelzeitfahren 2001 - Kasachischer Meister – Straßenrennen 2002 - Kasachischer Meister – Einzelzeitfahren 2004 - Kasachischer Meister – Straßenrennen - eine Etappe Tour of Qinghai Lake 2005 - Gesamtwertung und eine Etappe Vuelta a la Independencia Nacional - eine Etappe Tour of Japan - Grand Prix Jamp - Gesamtwertung und eine Etappe Tour of China (a) - Gesamtwertung UCI Asia Tour | 2006 - eine Etappe Tour de Bretagne - drei Etappen Tour de la Guadeloupe - Asienmeister – Einzelzeitfahren - Asienspiele – Mannschaftszeitfahren 2008 - Kasachischer Meister – Einzelzeitfahren 2009 - Kasachischer Meister – Einzelzeitfahren - Gesamtwertung und Prolog Tour of Qinghai Lake - Gesamtwertung und eine Etappe Tour of East Java - Mannschaftszeitfahren Tour d’Indonesia 2010 - Asienmeister – Einzelzeitfahren - eine Etappe Azerbaïjan Tour - Gesamtwertung Tour de Kumano - Kasachischer Meister – Einzelzeitfahren 2011 - Kasachischer Meister – Straßenrennen 2013 - Kasachischer Meister – Einzelzeitfahren |

## Teams
- 1999 Collstrop-De Federale Verzekeringen
- 2000 Team Telekom
- 2001 Team Telekom
- 2002 Mercatone Uno
- 2003 MBK–Oktos
- 2004 Oktos–Saint-Quentin
- 2005 Capec
- 2006 Capec
- 2007 Astana
- 2008 Astana
- 2009 Petrochemical Tabriz Cycling Team
- 2010 Tabriz Petrochemical Cycling Team
- 2011 Pro Team Astana (ab 14.05.)
- 2012 RTS Racing Team (von 29.04. bis 26.06.)
- 2012 Amore & Vita (ab 27.06.)
- 2013 Torku Şekerspor
- 2014 RTS-Santic Racing Team (von 25.06. bis 08.11.)